# Gomelo I
Cuando reinaba Alfonso II, fallecido el 20 de marzo de 842, las escrituras auténticas mencionaban como segundo obispo de Oviedo a Gomelo I. 

## Biografía
De Gomelo I se sabe que también gobernó esta iglesia durante los últimos años del reinado de Ramiro I, pues en el año 852 confirmó y suscribió una donación que hizo este rey al monasterio de Samos, si bien nada dice el archivo del monasterio y más bien puede referirse  a ciertas concesiones hechas por el rey a monjes que vinieron desde Córdoba hacia el norte de la península, llamándose uno de ellos Audefredo. Dice el rey Ordoño I que les concede el citado monasterio con sus posesiones para que lo tengan a perpetuidad del mismo modo que lo había tenido otro obispo de cuyo nombre solo se lee lix,  las tres últimas letras del nombre, que bien hubiera podido ser «Felix». Los monjes dieron al rey dos talentos de oro como contraparida y agradecimiento. Como de todo esto dio testimonio el obispo Gomelo I, es prueba de que Gomelo I gobernó la Oviedo en los primeros años del reinado de Ramiro I.
Durante el gobierno de esta iglesia por Gomelo I, el rey Alfonso II el Casto mandó construir el templo de Santa María de Tremañes en Gijón en el año 841. 
Se tienen noticias de una célebre donación hecha a favor de la catedral por dos obispos que en ese reinado y en el siguiente vivieron en Asturias, del mismo modo que otros muchos que escapaban de los invasores musulmanes. Se trata de los obispos Severino y Arnulfo o Ariulfo y la donación era la facultad de sacar todos los domingos del año tres pozales de salmuera de un pozo que era propiedad del rey, de igual manera que a ellos se lo había concedido el rey Ramiro I, padre de Ordoño I junto con don Gomelo, obispo de Oviedo.
También vivió en Oviedo durante el gobierno de esta iglesia por Gomelo I la reina Urraca con la que se había casado el rey Ramiro I en Bardulia, es decir, en Castilla. Fue muy ponderada por su «fe, cristiandad y piedad» por el arzobispo Rodrigo y por el obispo de Tuy y dicen que además dejó muchas alhajas de gran valor a las iglesias de Santiago de Compostela y a la Catedral de Oviedo.
Durante el reinado del rey Ramiro I y siendo obispo Gomelo I se tiene una prueba excelente de la continuidad de los obispos en Oviedo sin falta de ellos en la sede. Se trata del concilio ovetense en el que Gladila, abad del monasterio de san Pedro de Trubia, en Asturias, fue hecho obispo de la Braga que se hallaba desolada, desamparada y con la sede vacante. 